# Taxithelium inerme
Taxithelium inerme är en bladmossart som beskrevs av Pierre Tixier 1971-72 [1972. Taxithelium inerme ingår i släktet Taxithelium och familjen Sematophyllaceae. Inga underarter finns listade i Catalogue of Life.